# Хромат неодима
Хромат неодима — неорганическое соединение,
соль неодима и хромовой кислоты
с формулой Nd2(CrO4)3,
кристаллы,
не растворяется в воде,
образует кристаллогидраты.

## Получение
- Реакция хромата натрия и нитрата неодима:

{\displaystyle {\mathsf {3Na_{2}CrO_{4}+2Nd(NO_{3})_{3}+7H_{2}O\ {\xrightarrow {}}\ Nd_{2}(CrO_{4})_{3}\cdot 7H_{2}O\downarrow +6NaNO_{3}}}}
- Спекание оксидов неодима и хрома:

{\displaystyle {\mathsf {Nd_{2}O_{3}+3CrO_{3}\ {\xrightarrow {350-600^{o}C}}\ Nd_{2}(CrO_{4})_{3}}}}

## Физические свойства
Хромат неодима образует кристаллы.
Не растворяется в воде.
Образует кристаллогидрат состава Nd2(CrO4)3•7H2O — кристаллы
моноклинной сингонии,
пространственная группа P21/c,
параметры ячейки a = 0,8052 нм, b = 1,9143 нм, c = 1,3326 нм, β = 128,15°, Z = 4
.